# APOLD1
APOLD1‏ (Apolipoprotein L domain containing 1) هوَ بروتين يُشَفر بواسطة جين APOLD1 في الإنسان.